# Молдовський торговий шлях
Молдовський торговий шлях ("Via valahica") – важливий торговий шлях із Північно-Західної Європи в південні та східні країни, який в останній чверті XIV ст. (перша згадка 1386) прийшов на зміну давньому небезпечному "татарському шляху" (via tartarica), що проходив із "німецьких міст", через Краків чи Львів, Кам'янець (нині м. Кам'янець-Подільський) та Білгород (нині м. Білгород-Дністровський) на Кафу (нині м. Феодосія) спустошеними землями, частково контрольованими татарами. 
Більш безпечний М.т.ш. проходив щонайпізніше від 1386 із Львова (який отримав 1400 від короля польського і верховного князя литовського Владислава II Ягайла виняткове право торгівлі з Молдавським князівством), через Коломию, Чернівці (чи Хотин), Сучаву як столицю Молдавського князівства (1387–91), територію Півн.-Західного Причорномор'я (Параталасії), яке стало молдовським у 1390-х рр., до портів Чорного моря (у т. ч. генуезької Кафи) і далі на південь та схід. Основними товарами, що транспортувалися М.т.ш. спочатку транзитом, були: заморські товари (прянощі, перець), залізні вироби (ножі, коси, миски), тканини (у т. ч. шовк, оксамит), згодом – велика рогата худоба та ін. У найважливіших пунктах М.т.ш., які завдяки цьому стали містами (Білгород, Сучава, Ясси, Сірет (нині три останні в Румунії), Чернівці, Хотин та ін.), знімалися торгові мита, які, забезпечивши прибутки скарбниці, лягли в основу молдовського карбування (за Петра I Мушата та особливо інтенсивно – за Олександра I Доброго). Утвердження М.т.ш. посилилося тоді, коли Молдова остаточно оволоділа портовими Білгородом (між 1410 та 1420) та Кілією (бл. 1412), звідки йшли кораблі до Кафи. Завдяки виходові на Чорне море через Білгород та загальній безпеці контрольованих шляхів Молдова стала (до 16 ст.) одним із центрів транзитної торгівлі між Сходом та Заходом.
Проте із відкриттям Америки та нових морських шляхів значення М.т.ш. як транзитного шляху істотно зменшилося, зате він набув значення для експорту буковинсько-молдовської худоби. У 15–16 ст. через Сучаву проходили відгалуження М.т.ш., що були складовими міжнародних торгових шляхів: Львівський шлях (Сірет–Чернівці–Снятин–Львів) до Кракова та Гданська (нині місто в Польщі) і Кам'янецький шлях (через Бояни (нині село Новоселицького р-ну Чернівецької обл.) на Хотин – Кам'янець – Бар та Київ), яким (із перервами на час воєнних дій) експортувався молдовський товар: велика рогата худоба, сушена риба, мед тощо. Загалом після 1538, втративши незалежність, Молдова зуміла відновити в межах Османської імперії й М.т.ш. із Львова через Чернівці чи через Хотин на Сучаву і далі (який уже, правда, не мав попереднього навантаження), інтенсифікувати торгові зносини з трансильванськими містами та через Львів з Польщею. Величезний ярмарок великої рогатої худоби, який часто відвідували львівські купці (і серед них майбутній єпископ Макарій Тучапський), знаходився неподалік від Чернівців у с. Шипинці (нині село Кіцманського району Чернівецької обл.), а з 1577 – і в Хотині. Мита за велику рогату худобу в 1580-х рр. лише на Чернівецькому митному пункті давали щорічно 100 тис. флоринів прибутку.
Проте в 17 ст. через численні війни та козацькі рейди (1595–1601, 1607–12, 1620–21, 1648–61, 1672–83–99) М.т.ш. занепав, бо зі Снятина через стародавні села Лужани (нині с-ще міськ. типу Кіцманського р-ну) й Шипинці прокочувалися польс. армії. За австрійських часів (1774–1918) через пункти М.т.ш. прокладено шляхи та залізницю до Львова й Сучави, які діють і досі.